# Cryptanthus whitmanii
Cryptanthus whitmanii é uma espécie de planta do gênero Cryptanthus e da família Bromeliaceae.

## Taxonomia
A espécie foi decrita em 1994 por Elton Martinez Carvalho Leme.

## Conservação
A espécie faz parte da Lista Vermelha das espécies ameaçadas do estado do Espírito Santo, no sudeste do Brasil.